# Герб Городка (Львівська область)
Герб Городка — офіційний символ міста Городок Львівської області. Затверджений 14 травня 1998 року рішенням сесії Городоцької міської ради. Автор проекту — А. Гречило.

## Опис
У синьому полі срібна міська брама з трьома вежами (на кожній – по три бійниці) та відчиненими золотими воротами, в отворі яких — срібна соляна топка.
Щит вписаний у еклектичний картуш, увінчаний срібною мурованою короною з трьома мерлонами.

## Зміст
Міська брама фігурує на давніх печатках Городка ще з XVI ст. Соляна топка вказує на стару назву поселення (Городок Соляний) та значення торгівлі сіллю для розвитку міста. Синій колір означає місцеві водойми.

Срібна мурована корона вказує на статус міського населеного пункту.

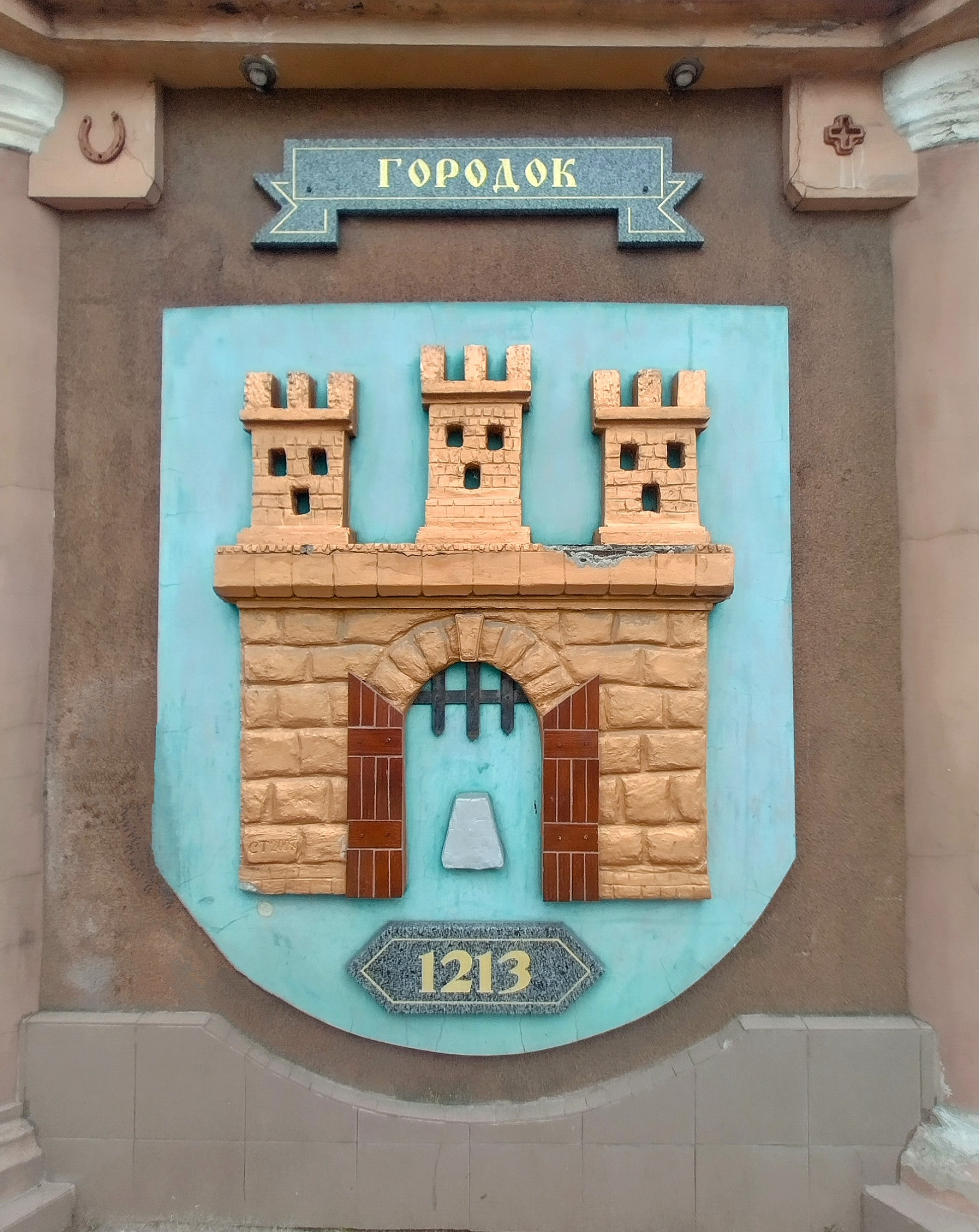
Барельєф гербу Городка на фасаді будівлі